# Candoscrupocellaria enigmatica
Candoscrupocellaria enigmatica is een mosdiertjessoort uit de familie van de Candidae. De wetenschappelijke naam van de soort is, als Candomenipea enigmatica, voor het eerst geldig gepubliceerd in 1996 door d'Hondt & Gordon.